# Chauvetia lefebvrii
Chauvetia lefebvrii is een slakkensoort uit de familie van de Buccinidae. De wetenschappelijke naam van de soort is voor het eerst geldig gepubliceerd in 1840 door Maravigna.